# Casa del Consulado (Málaga)
La Casa del Consulado es un edificio que data del siglo XVIII y que se encuentra en la Plaza de la Constitución de la ciudad española de Málaga. Es de estilo barroco clasicista y está declarado Monumento Histórico Nacional desde 1923.
Este edificio se localiza en pleno centro histórico, en la confluencia de la Calle Compañía con la Plaza de la Constitución, junto a la Escuela de San Telmo (sede del Ateneo de Málaga) y próximo a la Iglesia del Santo Cristo de la Salud y al Museo Carmen Thyssen.
Construido en 1785, fue ubicación del Montepío de Socorro a los Cosecheros, del Consulado Marítimo y Terrestre, y, desde 1856, ejerce de sede de la Sociedad Económica de Amigos del País y su importante biblioteca.
Obra del arquitecto José Martín de Aldehuela, el edificio es un ejemplo típico de arquitectura doméstica del siglo XVIII. Destaca su portada de mármoles variados en cuyo ático se encuentra un medallón con el lema Socorre al diligente. Niega al perezoso. Presenta balcones corridos en sus pisos superiores donde se abren huecos regulares y un patio central rodeado de galerías voladas.